# Pod Lasem (Skarżysko-Kamienna)
Pod Lasem – zniesiona nazwa peryferyjnej części miasta Skarżyska-Kamiennej, usytuowana na południowym zachodzie miasta.
Administracyjnie wchodzi w skład osiedla Bór. Jest to niezamieszkany obszar leśny, graniczący od zachodu z zamieszkaną osadą Pod Lasem, należącą do wsi Bugaj w gminie Bliżyn.